# Чьерни-Ваг
Чьерни-Ваг (Чёрный Ваг, словац. Čierny Váh) — река в Словакии. Берёт начало в горах Низкие Татры, на северном склоне горы Кралёва-Голя (1946 м), на границе муниципалитетов Липтовска-Тепличка (район Попрад Прешовского края) и Шумьяц (район Брезно Банска-Бистрицкого края). Течёт на запад. В области Липтов на территории района Липтовски-Микулаш Жилинского края, в Липтовской котловине у деревни Кралёва-Легота сливается с рекой Бьели-Ваг (Белый Ваг), берущей начало в горах Высокие Татры, образуя реку Ваг (бассейн Дуная).
В реке водятся форели.

## ГАЭС «Чьерни-Ваг»
У Сварина (община Кралёва-Легота), примерно в 10 км выше места слияния с Бьели-Ваг, близ города Липтовски-Градок на реке Чьерни-Ваг построена ГАЭС «Чьерни-Ваг» (PVE Čierny Váh) в качестве первой ступени Важского каскада ГЭС (Vážska kaskáda). В качестве обратимых гидромашин установлены 6 турбин Френсиса единичной мощностью 110 МВт с расходом 30 м³/с (единственные турбины Френсиса в Словакии). Турбина Каплана типа 4-K-69 мощностью 75 МВт с расходом 8 м³/с установлена на плотине нижнего водохранилища. Установленная мощность 735,16 МВт. Гидроаккумулирующая электростанция специально накачивает воду в верхнее водохранилище, расположенное на безымянном холме на водоразделе Чьерни-Ваг и Бьели-Ваг. Верхнее водохранилище не имеет собственных впадающих водотоков. Нормальный подпорный уровень (НПУ) — 1160 м над уровнем моря, уровень мёртвого объема (УМО) — 1135 м. Колебание уровня воды составляет 25 м. Полезный объём — 3,7 млн м³. Для электростанции характерна минимальная протяжённость водоводов при перепаде высот между нижним и верхним водохранилищем 500 м, что даёт напор 50 МПа. Максимальная мощность разряда — 670 МВт. Минимальная продолжительность полного разряда — 5,7 ч. Расход воды из аккумулятора во время разряда — 180 м³/с. Уплотнение откосов и дна верхнего водохранилища общей площадью 196 м² выполнено асфальтобетоном в один слой. Объём земляных работ при сооружении ГАЭС — 7,7 млн м³, из них верхнее водохранилище: выемка грунта — 2,8 млн м³, насыпь — 1,832 млн м³, нижнее водохранилище: выемка грунта — 0,96 млн м³, насыпь — 1,45 млн м³, расход бетона с наполнителем — 0,62 млн м³. Отчуждаемая площадь — 60 га. Стоимость строительства — 3,5 млрд крон. Введена в эксплуатацию в 1982 году (первый агрегат в 1980 году). Средняя годовая выработка электроэнергии — 200 ГВт⋅ч. ГАЭС «Чьерни-Ваг» управляется компанией Slovenské elektrárne (SE), которая занимает монопольное положение в отрасли.
Полезный объём нижнего водохранилища — 3,7 млн м³. Нормальный подпорный уровень (НПУ) — 733,45 м над уровнем моря, уровень мёртвого объема (УМО) — 726 м. Колебание уровня воды составляет 7,45 м. Длина плотины — 375 м. У плотины находится здание ГЭС.
Всё оборудование — чехословацкого производства.
Подводящих водоводов — 3. Подземные напорные стальные водоводы диаметром 3,8 м в пойме переходят в бетонные трубы диаметром 3,6 м. Толщина стальных труб из-за роста давления меняется с высотой от 12 до 44 мм. Водоводы в верхней и нижней части — горизонтальные, в средней — имеют уклон 45°. Трубные секции подводящих водоводов общим весом около 10 тыс. т для ГАЭС «Чьерни-Ваг» построены по контракту цехом по производству труб на стройплощадке ГАЭС «Маркерсбах». В 1978 году конструкторы чешского Витковицкого металлургического комбината создали для ГАЭС «Чьерни-Ваг» шаровой переключатель направления водяного потока. Шаровые переключатели позволяют направлять водяной поток от одно подводящего водовода на два насоса и две турбины.
Торжественная церемония ввода в эксплуатацию проведена 30 сентября 1983 года.
ГАЭС управляется диспетчером Центрального диспетчерского управления (ЦДУ) энергосистемы и в зависимости от ситуации в энергосистеме работает либо в насосном, либо в турбинном режиме. Общая выработка электроэнергии в турбинном режиме составляет примерно три четверти от электроэнергии, израсходованной в насосном режиме. ГАЭС покрывает пиковые нагрузки энергосистемы.